# Passage du Marché
Le passage du Marché est une voie du quartier de la Porte-Saint-Martin du 10e arrondissement de Paris, en France.

## Situation et accès
Le passage du Marché est situé dans le 10e arrondissement de Paris. Il débute au 19-25, rue Bouchardon et se termine au 62, rue du Faubourg-Saint-Martin.

## Origine du nom
Il est nommé ainsi car il conduit au marché Saint-Martin.

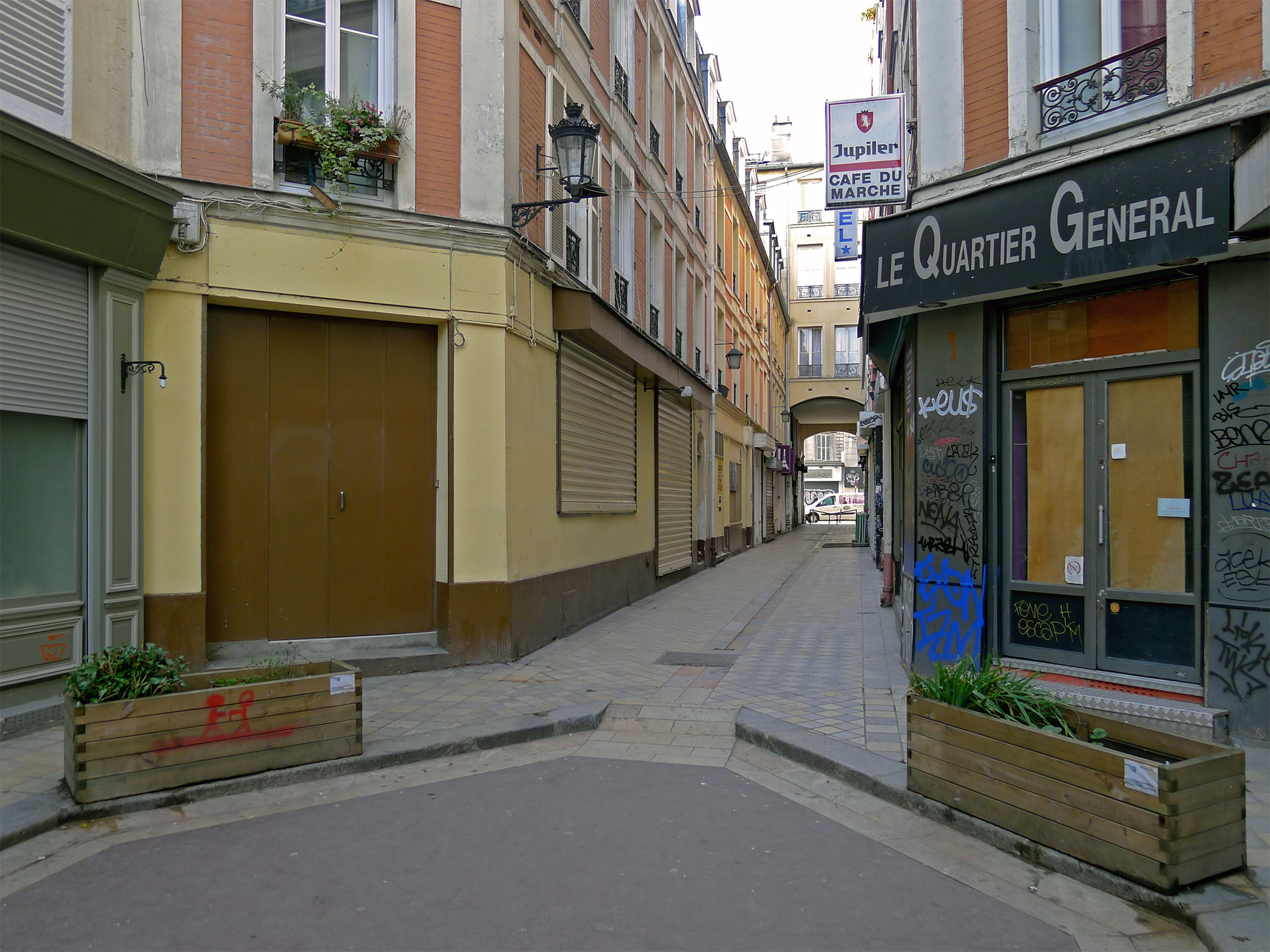
Après un rétrécissement, le passage devient étroit.
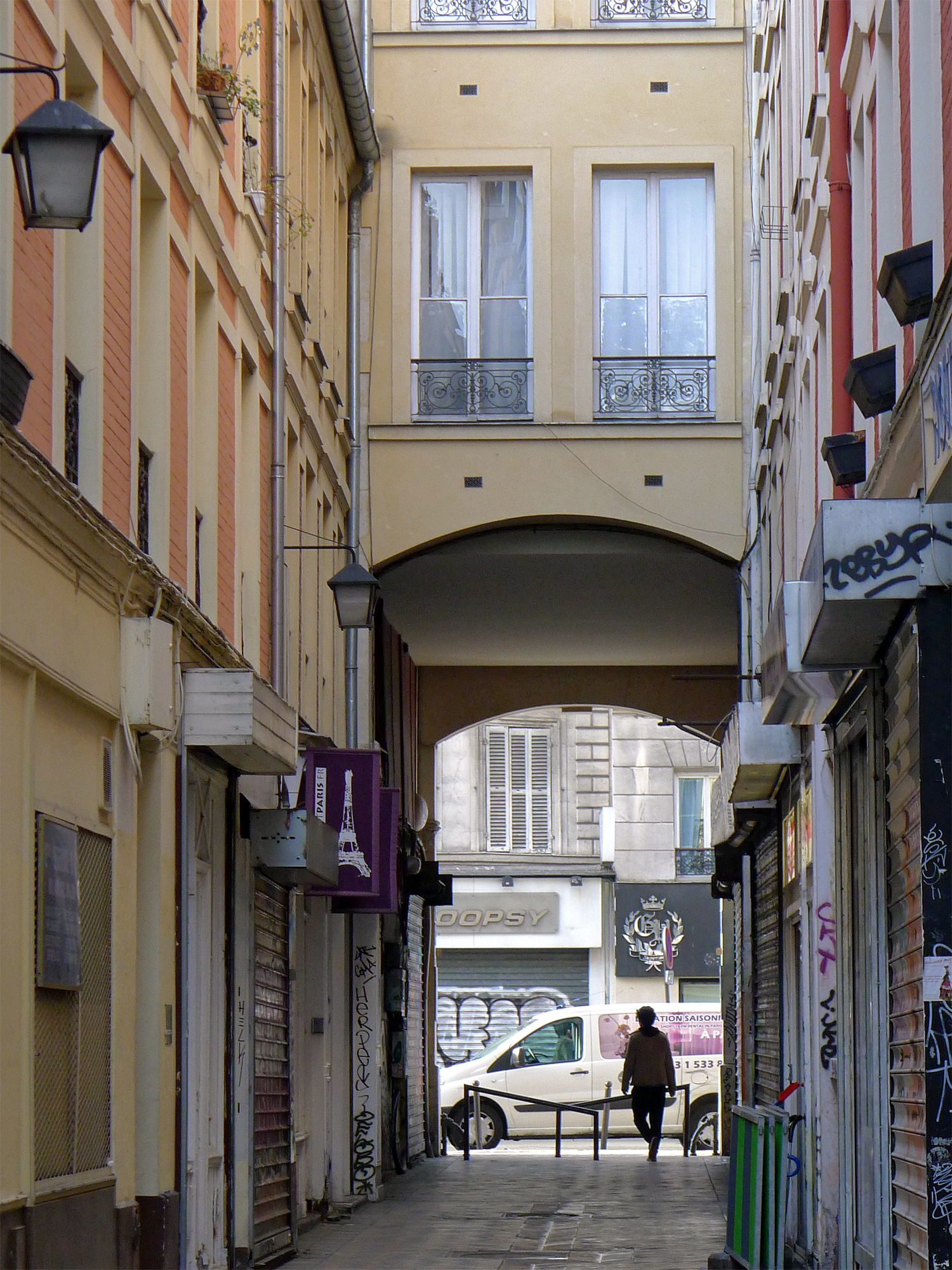
Le passage rejoint la rue du Faubourg-Saint-Martin via un portique.

## Historique
Ce passage est ouvert en 1858 sous sa dénomination actuelle.